# Atletica leggera ai Giochi della XIV Olimpiade - Getto del peso maschile
La competizione del getto del peso maschile di atletica leggera ai Giochi della XIV Olimpiade si è disputata il giorno 3 agosto 1948 allo Stadio di Wembley a Londra.

## L'eccellenza mondiale
Nelle liste mondiali stagionali ci sono otto americani ai primi nove posti. Il vincitore dei Trials è Jim Delaney.

## Risultati

### Turno eliminatorio
Qualificazione: 14,60 m. 
Nove atleti ottengono la misura richiesta. Ad essi sono aggiunti i tre migliori lanci,
| Pos.    | Atleta                    | Nazione        | Misura |
| ------- | ------------------------- | -------------- | ------ |
| Oro     | Jim Fuchs                 | Stati Uniti    | 15,87  |
| Argento | Wilbur Thompson           | Stati Uniti    | 15,09  |
| Bronzo  | Jim Delaney               | Stati Uniti    | 14,97  |
| 4       | Yrjö Lehtilä              | Finlandia      | 14,85  |
| 5       | John Alfred Giles         | Gran Bretagna  | 14,795 |
| 6       | Jaakko Jouppila           | Finlandia      | 14,72  |
| 7       | Mieczysław Łomowski       | Polonia        | 14,70  |
| 7       | Gösta Arvidsson           | Svezia         | 14,70  |
| 9       | Konstantinos Giataganas   | Grecia         | 14,63  |
| 10      | Čestmír Kalina            | Cecoslovacchia | 14,54  |
| 11      | Sigfús Sigurðsson         | Islanda        | 14,48  |
| 12      | Witold Gerutto            | Polonia        | 14,45  |
| 13      | Willy Senn                | Svizzera       | 14,45  |
| 14      | Roland Fritz Nilsson      | Svezia         | 14,36  |
| 15      | Eric Coy                  | Canada         | 14,15  |
| 16      | David Guiney              | Irlanda        | 14,01  |
| 17      | Vilhjálmur Vilmundarson   | Islanda        | 13,99  |
| 18      | Harold Moody              | Gran Bretagna  | 13,40  |
| 19      | Roger Verhaes             | Belgio         | 13,54  |
| -       | Emilio Malchiodi          | Argentina      | NM     |
| -       | Juan Kahnert              | Argentina      | NM     |
| -       | Leonello Patiño           | Perù           | NM     |
| -       | Nazar Muhammad Khan Malik | Pakistan       | NM     |
| -       | Ahmed Zahur Khan          | Pakistan       | NM     |

### Finale
Al secondo turno Wilbur Thompson stabilisce il nuovo record olimpico con 17,12. Delaney cerca di reagire ma rimane distanziato di oltre 40 cm. Il terzo degli americani, Fuchs, si ferma a 16,42. Nessun altro nel resto della gara riuscirà a passare i 16 metri.

Al terzo turno Thompson esegue un altro lancio vicino ai 17 metri. Poi 16,80 al quinto. All'ultimo turno Fuchs tenta di scavalcare Delaney ma si deve accontentare del bronzo. Anche Thompson prova un lancio al limite, ma esce dalla pedana. Il lancio era abbondantemente oltre i 17 metri.
| Pos.    | Atleta                  | Età | Nazione        | Misura | Lanci | Lanci | Lanci | Lanci | Lanci | Lanci |
| Pos.    | Atleta                  | Età | Nazione        | Misura | 1     | 2     | 3     | 4     | 5     | 6     |
| ------- | ----------------------- | --- | -------------- | ------ | ----- | ----- | ----- | ----- | ----- | ----- |
| Oro     | Wilbur Thompson         | 27  | Stati Uniti    | 17,12  | 16,47 | 17,12 | 16,97 | 16,67 | 16,80 | N     |
| Argento | Jim Delaney             | 27  | Stati Uniti    | 16,68  | 16,14 | 16,68 | 15,88 | 16,03 | 16,03 | 16,28 |
| Bronzo  | Jim Fuchs               | 20  | Stati Uniti    | 16,42  | 16,32 | 16,42 | 15,60 | 15,60 | 14,82 | 16,28 |
| 4       | Mieczysław Łomowski     | 33  | Polonia        | 15,43  |       |       |       |       |       |       |
| 5       | Gösta Arvidsson         | 22  | Svezia         | 15,37  |       |       |       |       |       |       |
| 6       | Yrjö Lehtilä            | 31  | Finlandia      | 15,05  |       |       |       |       |       |       |
| 7       | Jaakko Jouppila         | 24  | Finlandia      | 14,59  |       |       |       |       |       |       |
| 8       | Čestmír Kalina          | 26  | Cecoslovacchia | 14,55  |       |       |       |       |       |       |
| 9       | Konstantinos Giataganas | 27  | Grecia         | 14,54  |       |       |       |       |       |       |
| 10      | Witold Gerutto          | 35  | Polonia        | 14,37  |       |       |       |       |       |       |
| 11      | John Alfred Giles       | 21  | Gran Bretagna  | 13,73  |       |       |       |       |       |       |
| 12      | Sigfús Sigurðsson       | 26  | Islanda        | 13,66  |       |       |       |       |       |       |